# Mo Farah
Sir Mohamed Muktar Jama "Mo" Farah, nascido Hussein Abdi Kahin CBE (Gabiley, 23 de março de 1983) é um fundista campeão olímpico e mundial britânico, especialista nos 5000 e 10000 metros.
O mais bem sucedido atleta britânico do atletismo na história dos Jogos Olímpicos, ele é bicampeão olímpico das duas distâncias longas de pista, o que faz dele um tetracampeão olímpico, assim como tem seis medalhas de ouro nas mesmas distâncias em três campeonatos mundiais. É o segundo fundista na era moderna dos Jogos a defender com êxito suas vitórias nestas provas em duas Olimpíadas consecutivas, depois do finlandês Lasse Viren.
Foi eleito Atleta Europeu do Ano por dois anos consecutivos, e pelos serviços prestados ao esporte britânico foi condecorado pela rainha Elizabeth II com o título de Comandante da Ordem do Império Britânico.

## Carreira

### Início
Nascido na Somalilândia com o nome de Hussein Abdi Kahin, ao contrário do que disse no passado - que havia dito que nasceu em Mogadisco, quando tinha quatro anos, o seu pai morreu na guerra civil. Depois, fui separado da mãe e aos nove anos entrou ilegalmente no Reino Unido com o nome de outra criança, que se chamava Mohamed Farah”. Ao chegar na Inlgaterra, foi forçado a trabalhar em cativeiro como empregado doméstico, tomando conta de outras crianças.
Mo afirma que entrou pela primeira vez na escola quando já tinha 12 anos de idade. Interessado em ser jogador de futebol, passou a praticar o atletismo por encorajamento de um professor de educação física que notou sua velocidade no campo de jogo, e aos quatorze anos ganhou seu primeiro título escolar em provas de cross-country. Seus primeiros títulos internacionais vieram em 2001 quando foi campeão europeu júnior, aos 18 anos, de cross country e dos 5000 metros.

### Conquistas
Em 2006, conquistou a medalha de ouro dos 5000 m no Campeonato Europeu de Atletismo, em Gotemburgo, na Suécia e venceu o Campeonato europeu de Cross-Country em San Giorgio su Legnano, na Itália. Em Osaka 2007, ele estreou num evento global, ficando em sexto lugar nos 5000 m do Mundial. No ano seguinte, em Pequim 2008, não conseguiu se classificar para a final da prova, no evento dominado por etíopes e quenianos.
Sua transformação de atleta continental europeu em atleta global de alto nível começou no Mundial de Berlim 2009, quando chegou em sétimo na final dos 5000 m, a melhor colocação de um não-africano - por cidadania - na prova. Em 2010, depois de um período de treinamento na África, venceu os 5000 e os 10000 m no Campeonato Europeu de Atletismo, realizado em Barcelona, o quinto atleta nos 66 anos de história do campeonato a vencer as duas provas numa mesma edição. Em agosto do mesmo ano, no evento da Diamond League em Zurique, fez o tempo de 12m57s94 para os 5000 m, sendo o primeiro britânico a correr a distância em menos de 13 minutos. No fim do ano foi eleito 'Atleta do Ano' pela Associação Olímpica Britânica.
Em fevereiro de 2011, Farah mudou-se para os Estados Unidos, onde passou a ser treinado pelo ex-maratonista norte-americano Alberto Salazar em Portland, Oregon. Sob a tutela de Salazar, ele começou a produzir resultados em escala global. Em março, venceu os 3000 m no Campeonato Europeu de Atletismo em Pista Coberta e no mesmo mês venceu a Meia-Maratona de Nova Iorque em 1h00m23, novo recorde britânico. Em junho, em Eugene, venceu os 10000 m em 26m46s, estabelecendo novo recorde britânico e  europeu. Em julho, em Mônaco, no evento da Diamond League, marcou 12m52s11 para os 5000 m, derrotando o medalhista de prata em Atenas 2004 Bernard Lagat com novo recorde britânico.
Seu primeiro grande triunfo global veio no Campeonato Mundial de Atletismo de 2011 em Daegu, Coreia do Sul, quando ganhou a medalha de ouro nos 5000 m e a prata nos 10000 m. Depois das vitórias, ele foi chamado por Dave Moorcroft, ex-recordista mundial dos 5000 m, de "o maior corredor de longa distância já surgido na Grã-Bretanha".
Em Londres 2012, consagrou-se definitivamente ao tornar-se bicampeão olímpico em frente a seu público, vencendo os 5000 e os 1000 m, a primeira vez que um atleta britânico venceu estas provas em Jogos Olímpicos. Depois destes  feitos, Farah foi eleito o melhor atleta europeu do ano 2012.
Em Moscou 2013, ele também conquistou a medalha de ouro nas duas provas de fundo do Campeonato Mundial de Atletismo, derrotando nos 10.000 m o etíope Ibrahim Jeilan, que o havia impedido de fazer o doblete de ouro dos 5000/10000 m no Mundial de Daegu 2011.
Em 2014, Mo estreou em maratonas. Seu objetivo principal, quebrar o recorde britânico na Maratona de Londres, foi mal sucedido, chegando em 8º lugar com a marca de 2:08.21, mais de um minuto atrás de recorde, existente desde 1985 e pertencente a Steve Jones.
No ano seguinte, nas provas em que é especialista, tornou-se bicampeão mundial dos 10000 m em Pequim 2015, com o tempo de 27:01, depois de resistir por toda a prova ao esforço de três quenianos de correr num ritmo forte que o impedisse de dar sua arrancada costumeira na última volta, o que conseguiu com facilidade e tricampeão dos 5000 m, uma prova em ritmo lento em que venceu novamente com a arrancada nos últimos 100 metros.
Participando de seus segundos Jogos Olímpicos, na Rio 2016, venceu novamente a prova dos 10000 metros, após sofrer uma queda e se recuperar. Dias depois, venceu também a prova dos 5000 metros, tornando-se bicampeão olímpico das duas provas de fundo. Com estas vitórias duplas em cada distância e a queda sofrida, Mo repetiu o feito do finlandês Lasse Viren, o único até então a ter feito o chamado "double" nas provas de fundo, em Munique 1972 e Montreal 1976, e que também caiu na pista antes de vencer os 10000 m em Munique.
Em Londres 2017 Farah sagrou-se tricampeão mundial dos 10000 m, em sua última corrida nesta prova num evento global, fazendo o segundo melhor tempo de sua carreira, 26:49.5 e, uma semana depois, despediu-se das pistas de Mundiais com a medalha de prata nos 5000 metros, totalizando oito medalhas em campeonatos mundiais, seis delas de ouro.
A 22 de abril de 2018, na sua segunda participação numa maratona, Londres 2018, ficou em 3º lugar e bateu o recorde britânico da Maratona que era de Steve Jones desde 1985.
Em 7 de outubro de 2018, ele venceu sua primeira maratona, a Maratona de Chicago, com 02:05:11, melhorando seu tempo pessoal em 1 minuto e 10 segundos, e batendo o recorde europeu.

## Controvérsia
Em 2015 seu técnico Alberto Salazar se viu envolvido no meio de uma grande controvérsia sobre doping, numa investigação feita pela televisão britânica BBC, envolvendo a denúncia de vários atletas e pessoas ligadas a ele sobre a injeção de microdoses de testosterona e prednisona em atletas sob sua responsabilidade no Nike Oregon Project, um projeto criado pela Nike, sob a direção de Salazar, para promover as corridas de longa distância entre os americanos. A fundista Kara Goucher, outra das pupilas de Salazar e medalhista de bronze nos 10000 m no Mundial de Osaka 2007, também declarou que deixou o Nike Project em 2011, quando Farah chegou, por uma alegada "vontade de Salazar de manipular as regras anti-doping".
O caso obrigou Farah, um dos pupilos de Salazar no NOP desde 2011, a deixar uma competição da Diamond League em Birmingham e ir aos Estados Unidos para conversar com o técnico sobre as acusações. Toda a questão levantada pela BBC está sendo investigada pela UK Atlhetics; seu diretor, Ed Warner, declarou que a organização esportiva precisa "ser rápida mas não precipitada em chegar à conclusões diante dos fatos como foram apresentados, mas que tem total confiança em Farah".
Numa entrevista à rede de televisão britânica ITV em setembro de 2015, ele admitiu ter feito uso de substâncias proibidas pela IAAF em 2003, antes de serem incluídas na lista da Agência Mundial Antidoping (WADA). Em agosto de 2003, durante competição na Somália, Farah experimentou um planta chamada khat que continha catina (conhecida também como d-norpseudoefedrina) e catinona (ou benzoiletanamina). As duas drogas têm estruturas químicas semelhantes às anfetaminas e foram banidas no início de 2004. A khat é uma planta presente na região do Chifre da África e na Península Arábica e é rica em substâncias dopantes. A WADA confirmou a posição e alegou que "o khat não constava na lista de substâncias proibidas em 2003".

## Melhores marcas
| Evento        | Marca    | Local   | Data                 | Ref.   |
| ------------- | -------- | ------- | -------------------- | ------ |
| 1500 metros   | 3:28.81  | Mônaco  | 19 de julho de 2013  | [ 25 ] |
| 5000 metros   | 12:53.11 | Mônaco  | 22 de julho de 2011  | [ 25 ] |
| 10000 metros  | 26:45.57 | Eugene  | 3 de junho de 2011   | [ 25 ] |
| Meia Maratona | 59:32    | Lisboa  | 22 de março de 2015  | [ 25 ] |
| Maratona      | 2:05:11  | Chicago | 7 de outubro de 2018 | [ 25 ] |